# Grotte de Santa Croce
La grotte de Santa Croce est une grotte d'origine karstique qui a livré un gisement archéologique préhistorique. D'une longueur de plus de 100 m, la grotte s'ouvre à 113 m d'altitude dans la campagne de la commune de Bisceglie, à proximité du premier relief sud de la Murge, dans la province de Barletta-Andria-Trani, dans les Pouilles, en Italie,.

## Historique
La découverte de la grotte comme gisement paléolithique remonte à 1934 par l'archéologue Francesco Saverio Majellaro, qui en 1937 rapporta à la Surintendance royale des Œuvres d'Antiquités et d'Art des Pouilles l'importance scientifique du site. Les premières fouilles ont été réalisées entre le 7 octobre 1938 et le 2 octobre 1940 par Majellaro, sous la direction des professeurs Luigi Cardini et Ciro Drago (it).
De 1954 à 1958, diverses campagnes de fouilles financées par l'Institut italien de paléontologie, l'Office provincial du tourisme et la municipalité de Bisceglie ont eu lieu, sous la direction de Luigi Cardini. Le 25 juin 1955, un fémur droit d'Homme de Néandertal a été découvert.
Entre 1970 et 1994, des recherches ont été menées par l'université de Bari, tandis que des investigations géologiques étaient conduites sur le complexe rocheux.

## Description

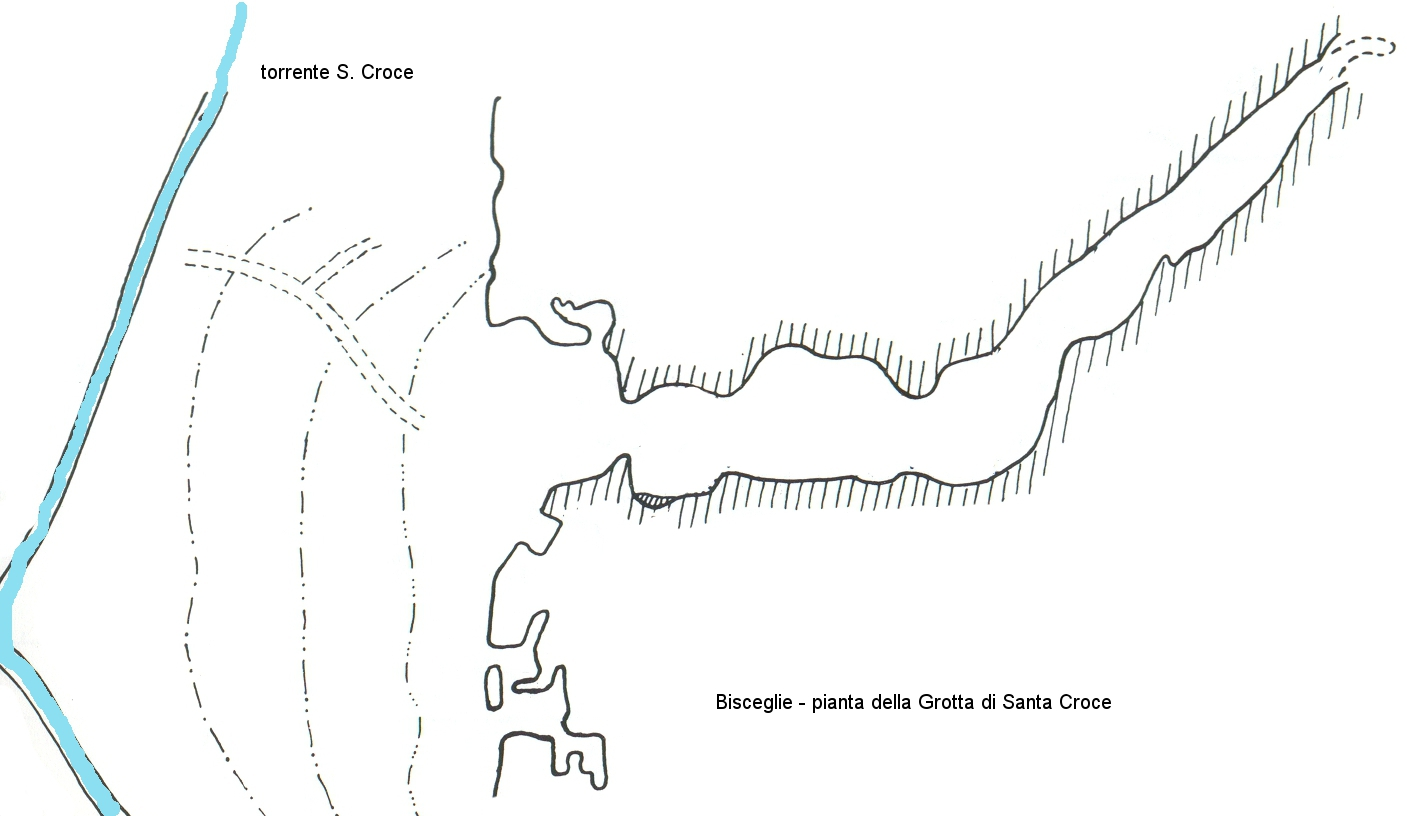
Coupe de la Grotte de Santa Croce

La grotte de Santa Croce s'ouvre à 113 m d'altitude, sur le côté droit du Lama di Santa Croce. Il s'agit d'un complexe de cavités karstiques, formées au cours du Pléistocène par l'écoulement d'eaux souterraines qui ont façonné leur section particulière en « trou de serrure ».
L'entrée est un porche de 12 m de large et 11 m de haut. On entre dans la grotte, longue de plus de 100 m, en passant devant un cône de débris d'environ 6 m de haut et d'environ 15 m de large à la base. Une fois passée la première salle, la cavité, étroite vers le haut, s'étend sur environ 60 m en s'élargissant progressivement pour former des espaces d'une largeur et d'une hauteur comprises entre 10 et 12 m. La superficie totale de la grotte atteint environ 400 m2.
La voute est caractérisée par une fine draperie de calcaire bordée de petites stalactites.
Le gisement archéologique est bien conservé dans la grotte principale et s'étend également à l'extérieur, sur des espaces en terrasses le long de la Lama.

## Occupation
Les fouilles menées à l'intérieur et à l'extérieur de la grotte ont livré des outils lithiques moustériens, un fémur néandertalien, des restes de faune du Pléistocène, des fragments de céramiques du Néolithique, de l'Âge du bronze et de l'Âge du fer, tout au long d'une claire stratigraphie.
Les ossements fossiles d'animaux sont constitués surtout d'Aurochs et de Cheval, ainsi que de Loup, Rhinocéros de Merck, Hyène des cavernes, Lion des cavernes eurasiatique, Ours des cavernes, Cerf élaphe, Renard roux, Lièvre d'Europe, et parmi les oiseaux, de Chocard à bec jaune, Pigeon biset, Perdrix grise, Perdrix bartavelle, Chevêche d'Athéna, Oie naine.
L'abord et l'intérieur de la grotte étaient également occupés au Néolithique ancien par des groupes d'agriculteurs et d'éleveurs. Cette période est attestée par de la céramique et de l'industrie lithique.

## Conservation
À l'exception du fémur droit de l'Homme de Néandertal, conservé à l'Institut italien de paléontologie humaine de Rome (ISIPU), la plupart des vestiges trouvés à l'intérieur et à l'extérieur de la grotte sont conservés au Musée archéologique municipal Francesco Saveri Majellaro (Museo civico archeologico (Bisceglie) (it).